# Stade Chedli Zouiten
El Stade Chedli-Zouiten (en árabe: ملعب الشاذلي زويتن‎) es un estadio multiuso ubicado en Ciudad de Túnez, Túnez y que actualmente es utilizado por el Stade Tunisien.

## Historia
El estadio fue construido el 2 de septiembre de 1976, aunque su apertura fue el 3 de mayo de 1977 con el nombre Stade Géo-André en homenaje al deportista francés Georges André, aunque más adelante lo cambiaron a su nombre actual en honor al futbolista tunecino Chedli Zouiten.
El estadio cuenta con capacidad para 18 000 espectadores y fue utilizado en la Copa Africana de Naciones 1994 para un juego de la fase de grupos.

## Partidos destacados

### Copa Africana de Naciones 1994
| 28 de marzo de 1994 | Egipto                                          | 4–0 | Gabón | Stade Chedli Zouiten, Tunis, Túnez                        |                                                           |
|                     | Mansour 1' · El-Gamal 22' · Abdel Samad 55' 59' |     |       | Asistencia: 6000 espectadores Árbitro(s): Charles Masembe | Asistencia: 6000 espectadores Árbitro(s): Charles Masembe |